# Didogobius bentuvii
Didogobius bentuvii é uma espécie de peixe da família Gobiidae e da ordem Perciformes.

## Habitat
É um peixe marítimo, de clima subtropical e demersal que vive até 37 m de profundidade.

## Distribuição geográfica
É encontrado no Mar Mediterrâneo: Israel.

## Observações
É inofensivo para os humanos.